# Bayog
Bayog è una municipalità di terza classe delle Filippine, situata nella Provincia di Zamboanga del Sur, nella regione della Penisola di Zamboanga.
Bayog è formata da 28 baranggay:
- Baking
- Balukbahan
- Balumbunan
- Bantal
- Bobuan
- Camp Blessing
- Canoayan
- Conacon
- Dagum
- Damit
- Datagan
- Depase
- Deporehan
- Depore

- Dimalinao
- Depili
- Kahayagan
- Kanipaan
- Lamare
- Liba
- Matin-ao
- Matun-og
- Pangi (San Isidro)
- Poblacion
- Pulang Bato
- Salawagan
- Sigacad
- Supon